# Gianni Nicchi
Giovanni "Gianni" Nicchi (nacido en Turín el 16 de febrero de 1981) es un miembro de la Mafia Siciliana. Pese a su edad - su apodo es U picciotteddu (el pequeño soldado) - se considera uno de los principales mafiosos de la Cosa Nostra en Palermo. Él ha estado en la "lista de los más buscados" del ministerio italiano del Interior desde el 2006 hasta su detención ocurrida el 5 de diciembre de 2009 en Palermo.

## Biografía

### Patrimonio en la mafia
Gianni Nicchi es el hijo de un mafioso que está encarcelado de por vida. Gianni Nicchi se considera el actual "reggente" (regente), del mandamento de Pagliarelli, después de la detención de su padrino Antonio Rotolo sobre el 20 de junio de 2006, dos meses después de la detención del jefe de la mafia Bernardo Provenzano. Las autoridades emitieron 52 órdenes de detención contra el escalón superior de la Cosa Nostra en la ciudad de Palermo (Operación Gotha). Nicchi logró escapar de la policía y actualmente es un fugitivo.
"Gianni es mi ahijado (en italiano: figlioccio), pero le digo, que para mí es como si él fuera mi hijo," a Rotolo le oyeron por casualidad hablándole a otro mafioso. "A partir de este día, usted tiene que saber que cuando usted se dirige a él es como si te estuvieras dirigiendo personalmente a mí. Es lo mismo." Otras conversaciones que descubrió la policía fue escuchas que Rotolo da instrucciones a Nicchi para matar a una persona. También discutieron la forma de extorsionar a comerciantes chinos en Palermo.
A pesar de su edad, otros mafiosos han tratado a Nicchi con respeto. El pentito Francesco Campanella recordó cuando el introdujo a Nicchi por Nicola Mandalà, jefe de la mafia Villabate en el año 2004. "Él lo trató con gran estima", asegura Campanella, y Mandalà le dijo: "usted no comprende quién es cuando le llaman picciutteddu u". Campanella entendió que el joven ya fue considerado como un importante miembro la Cosa Nostra.

### Misión de los Estados Unidos
Antonio Rotolo estaba preocupado por el regreso de los miembros de la familia Inzerillo a Palermo y cayó con el jefe rival Salvatore Lo Piccolo sobre una petición de Inzerillo para permitirle para volver a Palermo. La familia Inzerillo había sido uno de los clanes que casi es exterminado por los Corleonesi durante la Segunda Guerra de la Mafia en 1981 y se vio obligada a exiliarse a los Estados Unidos con sus familiares en la ciudad de Nueva York con sede de la Familia Criminal Gambino. Rotolo había sido aliado de los Corleonesi quienes habían atacado personalmente al clan de Inzerillo y había perpetuado la muerte a uno de ellos. Él estuvo opuesto al permiso de Lo Piccolo para la vuelta de Inzerillo, temiendo la venganza.
Varios clanes de la Mafia siciliana establecieron nuevos lazos con la familia Gambino para sacar ganancias del tráfico de drogas internacional y proporcionar a las facciones de la Mafia de Palermo una oportunidad para el blanqueo de sus ganancias en bienes de inmueble en los Estados Unidos. Rotolo envió a Nicchi a los Estados Unidos para comprobar los eslabones de Frank Calì de la familia Gambino, que a menudo es visto con los viejos traficantes de heroína de la Pizza Connection como también Pietro Inzerillo.

### Conflicto con Lo Piccolo
A Rotolo no le gustó la información obtenida por Nicchi sobre el testimonio de Calì, que consideraba excusas para restablecer a los Inzerillo en Palermo. Rotolo aprobó una sentencia de muerte sobre Salvatore Lo Piccolo y su hijo, Sandro - adquirieron los barriles de ácido que se utilizan para disolver los cuerpos de los asesinados rivales. Nicchi recibió la orden de encontrar y asesinar a Salvatore Lo Piccolo y a su hijo.
Cuando Rotolo fue detenido el 20 de junio de 2006, los Lo Piccolo fueron tras Nicchi. Ellos ordenaron a Francesco Franzese, jefe de la familia mafiosa Partanna Mondello, encontrarlo y asesinarlo. Sin embargo, Franzese fue detenido el 2 de agosto de 2007. Un pizzino encontrado en la casa de Franzese, Sandro Lo Piccolo, ordenó el asesinato de "Tiramisu", el nombre que se le dio para indicar a Gianni Nicchi. Al parecer, Nicchi había huido a Milán y logró escapar con éxito del equipo organizado por Franzese.
- Datos: Q3767818